# BlackBerry Pearl 9100
Pour les articles homonymes, voir BlackBerry Pearl et Blackberry.
Le BlackBerry Pearl 9100, annoncé le 26 avril 2010 lors de la WES 2010, est le successeur du BlackBerry Pearl 8100. Plusieurs nouvelles caractéristiques y ont été ajoutés, notamment le nouveau moyen de navigation pour les BlackBerry, le pavé tactile (remplaçant la perle de navigation), et un appareil photo/vidéo de 3,2 mégapixels.

## Caractéristiques
BlackBerry Pearl 9100-9105 3G
|                    | Pearl 9100 3G                                                                           |
| ------------------ | --------------------------------------------------------------------------------------- |
| Poids              | 93 grammes                                                                              |
| Dimension          | 108 × 50 × 13,3 mm                                                                      |
| Os                 | BlackBerry 5.0                                                                          |
| Processeur         | 624 MHz                                                                                 |
| RAM                | 256 Mo                                                                                  |
| Mémoire Rom        | 256 Mo extensible à 32 Go par micro SD                                                  |
| Navigation         | Trackpad optique                                                                        |
| APN                | 3,2 mégapixels ; autofocus ; flash LED                                                  |
| Wifi               | 802.11b/g/n                                                                             |
| Bluetooth          | 2.1                                                                                     |
| Module             | A-GPS                                                                                   |
| Batterie           | 1 150 mAh                                                                               |
| autonomie          | 5 heures en communication;5heures 30 en UMTS ; 18 jours en veille.                      |
| Connectivitée      | 3G; GPRS class 10(32-48 ko/s); EDGE class 10 (236,8 ko/s).                              |
| Clavier            | semi QWERTY ou T9(europe).                                                              |
| Écran couleurs     | TFT 256K ; Résolution 2048 1536x pixels.                                                |
| Formats de musique | MP3, AMR-NB, AAC-LC, AAC +, + CCEV, WMA, WMV, FLAC, Ogg Vorbis avec prise audio 3,5 mm. |
| Formats vidéo      | MPEG4, H.263, H.264, WMV3                                                               |